# Jelmstorf
Jelmstorf è un comune di 850 abitanti della Bassa Sassonia, in Germania.
Appartiene al circondario (Landkreis) di Uelzen (targa UE) ed è parte della comunità amministrativa (Samtgemeinde) di Bevensen.